# Eusarca nexilinea
Eusarca nexilinea är en fjärilsart som beskrevs av W. Warren 1906. Eusarca nexilinea ingår i släktet Eusarca och familjen mätare. Inga underarter finns listade i Catalogue of Life.